# FBD
FBD (Function Block Diagram, česky jazyk funkčních bloků nebo jazyk blokových schémat) je grafický jazyk pro tvorbu programů pro programovatelné logické automaty PLC (Programmable Logic Controller). Program se vytváří pomocí logického (blokového) schématu; výhodou je možnost tvořit a opakovaně používat uživatelské funkční bloky. Je to jeden z programovacích jazyků podle mezinárodní normy IEC 61131-3.